# محافظة يونسان
محافظة يونسان هي محافظة تقع في هوانغهاي الشمالية، كوريا الشمالية.